# Tomi Suoniemi
Tomi Suoniemi (né le 25 décembre 1974 à Forssa en Finlande) est un joueur professionnel finlandais de hockey sur glace qui évoluait en position de centre.

## Biographie
Né à Forssa, Tomi Suoniemi est formé au hockey sur glace au club local le FoPS. De 1992 à 1995, il joue avec l'équipe junior du club tout en faisant quelques apparitions pour l'équipe première en I-divisioona, le second échelon du hockey finlandais, avec laquelle il continue d'évoluer ensuite jusqu'en 2001. Il dispute également un total de 25 parties en 1996-1997 et en 2000-2001 avec le HPK en SM-liiga, l'élite nationale,. Il rejoint ensuite les Stavanger Oilers de la 2. divisjon, le troisième niveau du hockey en Norvège. Auteur de 156 points en 19 rencontres, le deuxième plus grand total de l'équipe, il aide les Oilers à remporter le titre et gagner la promotion,. Il dépasse une nouvelle fois la barre des 100 points la saison suivante qui se termine avec une montée du club en élite. Il reste trois années supplémentaires avant de quitter la Norvège. En 2007-2008, il retrouve la compétition avec son club formateur désormais en Suomi-sarja, la troisième division finlandaise, avant de se retirer définitivement.

## Statistiques
| Saison    | Équipe           | Ligue              |    | Saison régulière | Saison régulière | Saison régulière | Saison régulière | Saison régulière |    | Séries éliminatoires | Séries éliminatoires | Séries éliminatoires | Séries éliminatoires | Séries éliminatoires |
| Saison    | Équipe           | Ligue              | PJ | B                | A                | Pts              | Pun              | PJ               | B  | A                    | Pts                  | Pun                  |                      |                      |
| 1992-1993 | FoPS             | I-divisioona       | 1  | 0                | 0                | 0                | 0                |                  |    |                      |                      |                      |                      |                      |
| 1992-1993 | FoPS             | Jr. A SM-liiga     | 22 | 13               | 10               | 23               | 10               | 12               | 6  | 8                    | 14                   | 8                    |                      |                      |
| 1993-1994 | FoPS             | Jr. A I-divisioona | 2  | 2                | 3                | 5                | 2                | 14               | 13 | 10                   | 23                   | 18                   |                      |                      |
| 1994-1995 | FoPS             | I-divisioona       | 5  | 1                | 1                | 2                | 2                |                  |    |                      |                      |                      |                      |                      |
| 1994-1995 | FoPS             | Jr. A I-divisioona | 9  | 9                | 8                | 17               | 8                |                  |    |                      |                      |                      |                      |                      |
| 1995-1996 | FoPS             | I-divisioona       | 39 | 17               | 19               | 36               | 8                | 5                | 6  | 1                    | 7                    | 0                    |                      |                      |
| 1996-1997 | HPK              | SM-liiga           | 15 | 0                | 0                | 0                | 0                |                  |    |                      |                      |                      |                      |                      |
| 1996-1997 | FoPS             | I-divisioona       | 16 | 4                | 4                | 8                | 2                | 3                | 0  | 0                    | 0                    | 0                    |                      |                      |
| 1997-1998 | FoPS             | I-divisioona       | 32 | 12               | 13               | 25               | 24               |                  |    |                      |                      |                      |                      |                      |
| 1998-1999 | FoPS             | I-divisioona       | 28 | 7                | 9                | 16               | 14               |                  |    |                      |                      |                      |                      |                      |
| 1999-2000 | FoPS             | I-divisioona       | 45 | 26               | 24               | 50               | 16               | 1                | 0  | 0                    | 0                    | 0                    |                      |                      |
| 2000-2001 | HPK              | SM-liiga           | 10 | 0                | 0                | 0                | 0                |                  |    |                      |                      |                      |                      |                      |
| 2000-2001 | FoPS             | Mestis             | 28 | 11               | 15               | 26               | 22               |                  |    |                      |                      |                      |                      |                      |
| 2001-2002 | Stavanger Oilers | 2. divisjon        | 19 | 74               | 82               | 156              |                  |                  |    |                      |                      |                      |                      |                      |
| 2002-2003 | Stavanger Oilers | 1. divisjon        | 34 | 40               | 65               | 105              |                  |                  |    |                      |                      |                      |                      |                      |
| 2003-2004 | Stavanger Oilers | Eliteserien        | 40 | 20               | 25               | 45               | 20               | 3                | 0  | 3                    | 3                    | 0                    |                      |                      |
| 2004-2005 | Stavanger Oilers | Eliteserien        | 37 | 16               | 25               | 41               | 39               | 3                | 2  | 1                    | 3                    | 4                    |                      |                      |
| 2005-2006 | Stavanger Oilers | Eliteserien        | 12 | 6                | 7                | 13               | 29               | 11               | 0  | 10                   | 10                   | 2                    |                      |                      |
| 2007-2008 | FoPS             | Suomi-sarja        | 19 | 9                | 16               | 25               | 14               |                  |    |                      |                      |                      |                      |                      |